# Мамедов Ільгар Яшар-огли
Ільгар Мамедов (азерб. İlqar Yaşar oğlu Məmmədov, нар. 15 листопада 1964, Баку, Азербайджанська РСР, СРСР) — радянський та російський фехтувальник  на рапірах азербайджанського походження, дворазовий олімпійський чемпіон (1988 та 1996 роки), чемпіон світу.

## Виступи на Олімпіадах
| Олімпіада      | Дисципліна           | Місце |
| -------------- | -------------------- | ----- |
| Сеул 1988      | індивідуальна рапіра | 10    |
| Сеул 1988      | командна рапіра      | 1     |
| Барселона 1992 | командна рапіра      | 5     |
| Атланта 1996   | індивідуальна рапіра | 35    |
| Атланта 1996   | командна рапіра      | 1     |
| Сідней 2000    | індивідуальна рапіра | 21    |
| Сідней 2000    | командна рапіра      | 8     |